# Безмежний час
Безмежний час (англ. The Big Time) — науково-фантастичний роман американського фантаста Фріца Лайбера, вперше опублікований в журналі Galaxy Science Fiction в березні-квітні 1958 року. Того ж року він виграв премію Г'юго в категорії найкращий роман. В романі описується епізод війни між двома фракціями «павуками» (англ. Spiders) і «зміями» (англ. Snakes) обидві зі здатністю подорожувати в часі, і вплив змін минулого на стан людей.

## Сюжет

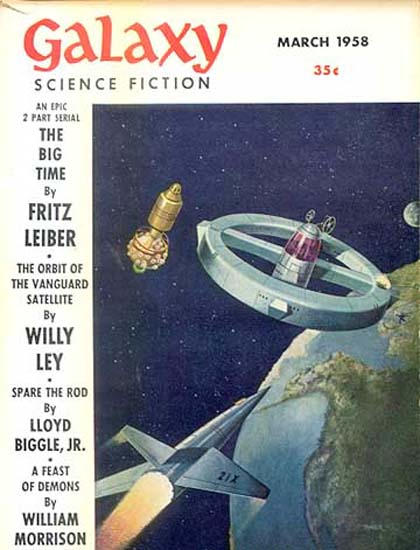
Випуск журналу Galaxy Science Fiction в якому була опублікована перша частина роману.

В світі роману відбувається «війна змін» (англ. The Change War), в самому ж романі описується епізод війни між двома фракціями — «павуками» (англ. Spiders) і «зміями» (англ. Snakes), які здатні використовувати подорожі в часі і просторі, дії яких чинять вплив на стан минулого та змінює майбутнє людей. В результаті війна ведеться через зміну подій в минулому для створення необхідної кожній стороні ситуації в «теперішньому». Хто саме керує фракціями, причини війни і необхідні умови для перемоги в романі не розказується.
Всі події роману відбуваються в «Реабілітаційній станції» (англ. Recuperation Station), місці де солдати відновлюються після воєнних операцій. При цьому головними причинами для лікування є психічні проблеми які виникають внаслідок змін в часі. Земля, а саме на ній проходить більшість операцій в яких беруть участь відвідувачі цієї станції, живе в «малому часі» (англ. Little Time), цей час і змінюють. Сама станція (як і інші воєнні об'єкти, а також солдати і персонал) знаходиться в бульбашці часу і простору в «Безмежному часі» (англ. The Big Time), для нього існують свої закони. Солдати для «війни змін» вербуються в різні часові проміжки, минулі і майбутні, по всьому всесвіту, героями цього роману є критська амазонка, римський легіонер, офіцер Вермахту Еріх фон Хохенвальд, британський офіцер часів Першої світової війни, американський солдат, також сатир з Венери (з майбутнього віддаленого на 1 мільйон років) і житель Місяця з 8 кінцівками (з давно знищеної цивілізації). Їх забирали перед їх ймовірною смертю, і кому вони служили не мало великого значення.
Оповідь ведеться від імені Грети, молодої дівчини що служить на станції, її було завербовано під час зміненої версії Другої світової. Її професія «розважальниця» (англ. Entertainer): щось середнє між медсестрою, психотерапевткою і повією. Багато інформації про хід війни передається через розповіді інших персонажів, які деколи займають цілий розділ. З цих історій можна дізнатись, що внаслідок змін в минулому нацисти перемогли в Другій світовій війні і протягом 40 років окуповували Північну Америку, проте в масштабі «війни змін» цю подію не вважають аж надто великою.
Основним сюжетом є знахідка атомної бомби з часовим механізмом на станції, спроби її розрядити і знайти хто її доставив.

## Історія та вплив
Спочатку «Безмежний час» вийшов в двох номерах журналу Galaxy Science Fiction (березень — квітень 1958), ілюстрований Вьорджилом Фінлі (англ. Virgil Finlay). В тому ж році він виграв премію Г'юго у категорії найкращий роман. 1961 року видавництво Ace Books видало роман книгою (разом з збіркою оповідань в цьому ж всесвіті «Павук думки і інші оповідання» (англ. «The Mind Spider and Other Stories»)), а в 1976 році вийшла версія в твердій обкладинці.
Альгіс Будріс вважав роман одним з найкращих науково-фантастичних романів свого часу. 2012 року роман ввійшов до збірки «American Science Fiction: Nine Classic Novels of the 1950s» Бібліотеки Америки.
Роман перекладено італійською, іспанською, нідерландською, німецькою, французькою, португальською, російською, польською
 та низкою інших мов.

## Зв'язок з іншими творами
Твори Фріца Лайбера про війну змін між «зміями» та «павуками»:
- Ніякої великої магії
- Спробуй змінити минуле
- Ранок прокляття
- Хід конем